# Curious George 3: Back to the Jungle
Curious George 3: Back to the Jungle (Nederlands: Nieuwsgierig Aapje 3: Terug Naar De Jungle) is een Amerikaanse animatiefilm uit 2015, geregisseerd door Phil Weinstein en met de stem van Curious George wederom ingesproken door Frank Welker. De film is gebaseerd op de boekenreeks Curious George van H.A. Rey en Margret Rey. De film is de derde uit de filmreeks Curious George en is geproduceerd door Imagine Entertainment en Universal 1440 Entertainment.

## Verhaal
Curious George wordt aangeboden om een ruimtereis te maken. Als Curious George vertrekt komt hij op de terugreis in Afrika terecht. De bezorgde Ted gaat hem zoeken.

## Stemverdeling
| Acteur             | Personage      |
| ------------------ | -------------- |
| Frank Welker       | Curious George |
| Jeff Bennett       | Ted            |
| John Goodman       | Houston        |
| Angela Bassett     | Dr. Kulinda    |
| Alexander Polinsky | Tech Andrew    |